# Samuel Dickinson
Samuel Dickinson (* 11. Juli 1997 in York) ist ein britischer Triathlet.

## Werdegang
Samuel Dickinson wurde 2016 Triathlon-Vizeeuropameister der Junioren und im September 2018 U23-Vizeweltmeister Triathlon.
2018 wurde er auch U23-Europameister Aquathlon.
2019 wurde Dickinson in Russland Vizeeuropameister auf der Triathlon-Sprintdistanz.

### Commonwealth Games 2022
Im Januar 2022 wurde er nominiert für einen Startplatz bei den Commonwealth Games, wo er im Triathlon im Juli den 19. Rang belegte. Zwei Tage später gewann der 25-Jährige das Rennen in der gemischten Staffel, zusammen mit Alex Yee, Sophie Coldwell und Georgia Taylor-Brown.
Bei den Olympischen Spielen 2024 in Paris gewann Dickinson die Bronzemedaille mit der Staffel.

## Sportliche Erfolge
| Datum/Jahr    | Rang | Wettbewerb                                     | Austragungsort | Zeit     | Bemerkung                                                                               |
| ------------- | ---- | ---------------------------------------------- | -------------- | -------- | --------------------------------------------------------------------------------------- |
| 5. Aug. 2024  | 3    | Olympische Sommerspiele 2024, Mixed Relay      | Paris          |          | Mixed-Staffel mit Georgia Taylor-Brown, Alex Yee und Beth Potter                        |
| 15. Okt. 2022 | 3    | ITU Triathlon World Cup                        | Tongyeong      | 01:45:16 |                                                                                         |
| 31. Juli 2022 | 1    | Commonwealth Games 2022 Mixed Relay            | Birmingham     | 01:16:40 | mit Alex Yee, Sophie Coldwell und Georgia Taylor-Brown                                  |
| 29. Juli 2022 | 19   | Commonwealth Games 2022                        | Birmingham     | 00:53:40 | hinter Alex Yee                                                                         |
| 14. Sep. 2018 | 2    | ITU Triathlon World Championship U23           | Gold Coast     | 01:44:20 | U23-Vizeweltmeister                                                                     |
| 28. Mai 2016  | 2    | ETU Triathlon European Championship Junior Men | Lissabon       | 00:58:04 | Triathlon-Vizeeuropameister Junioren (750 m Schwimmen, 20 km Radfahren und 5 km Laufen) |

| Datum/Jahr   | Rang | Wettbewerb             | Austragungsort | Zeit     | Bemerkung                         |
| ------------ | ---- | ---------------------- | -------------- | -------- | --------------------------------- |
| 6. Juli 2025 | 2    | Ironman 70.3 Jönköping | Jönköping      | 03:37:06 | Europameisterschaft               |
| 9. Dez. 2022 | 2    | Ironman 70.3 Bahrain   | Manama         | 03:40:01 | hinter dem Franzosen Vincent Luis |

| Datum/Jahr    | Platz | Wettbewerb                              | Austragungsort | Zeit | Bemerkung |
| ------------- | ----- | --------------------------------------- | -------------- | ---- | --------- |
| 24. Okt. 2018 | 1     | ETU Aquathlon European Championship U23 | Ibiza          |      |           |

(DNF – Did Not Finish)